# Castellets (Beuda)
Els Castellets és una muntanya de 986 metres que es troba al municipi de Beuda, a la comarca catalana de la Garrotxa.